# Diacritiques de l'alphabet latin
Cette page contient des caractères spéciaux ou non latins. S’ils s’affichent mal (▯, ?, etc.), consultez la page d’aide Unicode.
L'alphabet latin a connu, d'abord dans le monde occidental puis après les différentes périodes de colonisation, partout dans le monde, une extension géographique considérable : tout au long de son histoire, il a été conservé ou emprunté par de nombreux peuples qui s'en sont servis pour noter leur langue. À l'origine destiné à la langue des Romains, qu'il ne transcrivait déjà pas très fidèlement, son nombre réduit de lettres en a montré les limites : les langues l'utilisant ont dû, pour étendre les possibilités d'une transcription plus fidèle, soit façonner de nouvelles lettres, soit créer de nouvelles unités au moyen de plusieurs signes (comme les digrammes) soit, enfin, modifier des lettres existantes au moyen de diacritiques.
Les signes obtenus peuvent être considérés comme de nouveaux graphèmes (ils sont dans ce cas inclus dans l'alphabet de la langue), ou comme des variantes du graphème fondamental qui les porte (ils ne sont alors pas répertoriés dans l'alphabet). Cette distinction est très importante pour le classement alphabétique des mots d'un dictionnaire, par exemple. Ainsi, en espagnol, la lettre diacritée ñ (n tildé) est considérée comme une lettre indépendante, classée à la suite de n, tandis qu'en français aucune des variantes diacritées de e (soient é, è, ê et ë) n'est classée autrement que si elle ne portait aucun diacritique. En espagnol, toujours, á, é, í, ó, ü et ú ne sont cependant pas considérées comme des graphèmes mais comme des variantes. A contrario, en espéranto les lettres diacritées sont des graphèmes à part entière.
L'alphabet phonétique international fait grand usage de diacritiques ; ceux qui lui sont propres seront aussi traités dans cette série d'articles. Enfin, les diacritiques utilisés en français font l'objet d'articles supplémentaires.

## Introduction
L'utilisation de diacritiques s'est avérée très féconde et le mouvement s'est accéléré au XVIIIe siècle quand il s'est agi de transmettre rigoureusement des textes ou des énoncés de langues lointaines qu'on découvrait : les transcriptions et translittérations en lettres latines, c'est-à-dire la romanisation, a nécessité l'utilisation en nombre important de diacritiques. Les divers alphabets phonétiques, issus des recherches nouvelles en phonétique et phonologie, ont eux aussi eu recours à ce procédé pour étendre leur nombre de caractères. Sachant, enfin, que de nombreuses langues ne sont pas écrites ou depuis peu, c'est maintenant presque exclusivement en alphabet latin étendu qu'elles sont notées par les linguistes, au moyen d'outils comme l'alphabet phonétique international. L'alphabet pan-nigérian est à cet égard représentatif.

### Apex etilong latins
Dans les premiers temps de l'alphabet latin, il n'existait aucune ponctuation (si l'on exclut l'usage sporadique du point médian séparateur de mots), aucun diacritique. Cependant, dès la fin du IIe siècle av. J.-C., apparaît un premier diacritique, dit apex (en latin : « pointe »), qui n'est pas d'usage systématique, tant s'en faut, ni toujours utilisé à « bon » escient, si son rôle est bien d'indiquer la présence de voyelles longues. Il est assez courant sous l'Empire romain. L'apex, qui ressemble à un accent aigu, ne se place cependant pas sur la lettre I qui, elle, est tracée plus grande que la normale. L'apex est légèrement décalé sur la droite de la voyelle qui le porte et que l'i long dépasse en hauteur mais ne descend pas sous la ligne de base.
Dans les images ci-dessus, on lit : 
- CORVꟾNUS et SꟾLANUS (à gauche) ;
- FÉCIT (au centre) ;
- RÓMVLVS·MÁRTIS·FꟾLIVS·VRBEM·RÓMAM (à droite ; noter les points médians séparateurs).

Dans les ouvrages didactiques, on marque la quantité longue des voyelles latines au moyen du macron, signe inventé par les grammairiens grecs : on aurait dans ce cas Corvīnus, fēcit, Rōmulus Mārtis fīlius Urbem Rōmam.
L'apex et l'i long apportent des informations importantes sur la phonologie latine : en effet, outre par la connaissance de la phonétique historique de cette langue, c'est très souvent par la scansion des vers latins qu'on connaît les quantités vocaliques des mots. Or, la scansion ne révèle que la quantité des syllabes : pour la métrique latine, /mar/, dans Martis, est une syllabe longue (car fermée) quelle que soit la quantité du /a/. L'apex sur la lettre A indique ici que la syllabe longue est composée d'une voyelle longue.

### Signes abréviatifs et éditoriaux devenus des diacritiques
L'apex et le i long ne se sont pas suffisamment répandus pour être passés dans les usages postérieurs et se limitent au seul latin (si l'on excepte le tchèque, le slovaque et le hongrois, qui utilisent l'apex jusque dans leur version moderne). Ce qui, en revanche, a pris une ampleur importante depuis les débuts de l'alphabet latin, ce sont les marques indiquant des abréviations présentes en épigraphie puis, et surtout, dans les manuscrits.
Au départ, les signes et procédés utilisés pour signaler de telles abréviations ne sont certes pas des diacritiques au sens réel du terme mais, changeant de fonction au fil des années, ils ont pu par la suite (généralement au Moyen Âge) le devenir, les scribes étant de plus en plus souvent confrontés au problème de la notation de leur langue natale par un alphabet qui s'y prête mal. En effet, la langue latine, après la chute de l'Empire romain, avait cessé d'être – pour ainsi dire – la seule qui fût écrite.
Parmi les signes abréviatifs réutilisés, on compte le titulus (« titre » ; le mot est devenu tilde), trait suscrit (devenu ensuite un trait ondulé) utilisé pour indiquer qu'une lettre, le plus souvent une nasale, a été omise pour des raisons d'économie de place (ou de matériau). Par exemple, annu(m) a pu être écrit an̅u dans les manuscrits espagnols pour devenir enfin año, « an », en castillan, puisque /nn/ latin est passé à /ɲ/ (de gnon) dans cette langue.
Des lettres suscrites ou souscrites sont aussi utilisées dans une fonction diacritique ; c'est le cas du z qui, d'abord placé après un c pour signaler qu'il devait se prononcer /ts/ (maintenant /s/) devant des voyelles comme a, o et u, a été finalement écrit au-dessous du c. Ce z souscrit, nommé zedilla en castillan, soit « petit z », est devenu notre cédille (voir aussi Lettre diacritique). Il a cependant existé, avant la cédille, un diacritique graphiquement proche (ou proche d'un ogonek) attesté dès le VIe siècle en onciale sous le e, dit alors E caudata (« e doté d'une queue »), remplaçant parfois le digramme ae (écrit parfois æ, coutume qui s'est étendue par la suite) servant à noter le plus souvent un /ɛ/ ouvert. Il est notable que cette lettre, qu'on peut représenter ici par ę (avec un ogonek) ou ȩ (avec une cédille), ait été conservée dans la transcription des romanistes alors que c'est le digramme ae (maintenant présenté sous la forme liée æ et nommée ash) qui l'ait été dans la transcription des langues germaniques (sachant que ę était aussi utilisé dans les manuscrits en vieil anglais de l'onciale insulaire).
Enfin, des symboles éditoriaux plus généraux (servant à indiquer des erreurs du copiste, par exemple) ont aussi pu accéder au statut de diacritiques ; le cas se présente avec le punctum delens (« point effaçant »), très fréquent dans les manuscrits irlandais, qui signale que la lettre le portant est une erreur et ne doit pas se faire entendre. Par extension, il signale ensuite les lettres muettes issues d'une mutation consonantique puis toutes les mutations consonantiques ; ainsi en gaélique mo ḟele, « mon incantation », mo ċú, « mon chien » (écrits actuellement mo fhele, mo chú). Consulter Point suscrit pour plus de détails.
Certains de ces signes ont donné des symboles typographiques, comme le croisillon (#), ancien N surmonté d'un titulus, abréviation pour numerus, « numéro ».

## Liste des diacritiques

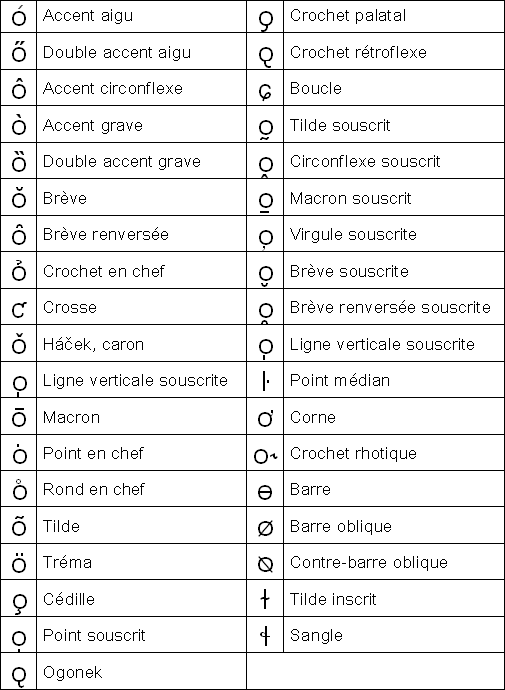
Différents diacritiques utilisés par l’alphabet latin.

### Inscrits
Les diacritiques inscrits sont placés à travers la lettre qu'ils modifient :
- ɵ : barre inscrite ;
- ø : barre oblique ;
- o⃥ : barre oblique inversée ;
- ɫ : tilde inscrit ;
- ɬ : sangle inscrite.

Dans la majorité des cas, la lettre ainsi modifiée est perçue comme différente dans l’alphabet qui l’utilise (cette lettre modifiée ayant sa propre codification dans Unicode, considérée comme distincte de la combinaison de la lettre de base et du diacritique).

### Suscrits
Les diacritiques suscrits sont placés au-dessus de la lettre qu'ils modifient. Ils sont divisés en deux sous-catégories :
- les diacritiques suscrits habituellement sans attachement :
  - ó : accent aigu, ou čárka selon le terme en tchèque (où il a une forme préférablement en coin et non arrondie) ;
  - ő : double accent aigu ;
  - ò : accent grave ;
  - ȍ : double accent grave ;
  - ô : accent circonflexe, ou vokáň en tchèque (où il est asymétrique et préférablement proche de deux accents accolés côte-à-côte) ;
  - ǒ : caron, ou háček en tchèque (où il est asymétrique et préférablement proche de deux accents accolés côte-à-côte) ;
  - ŏ : brève ;
  - ȏ : brève renversée ;
  - ỏ : crochet en chef ;
  - ō : macron ou ligne suscrite ;
  - ö : tréma, ou umlaut en allemand ;
  - ȯ : point en chef (voir aussi le point en ponctuation) ;
  - o̊ : rond en chef, ou kroužek selon le terme tchèque (sur une capitale, il est très souvent attaché à la lettre) ;
  - õ : tilde ;
  - o̐ : chandrabindu, qui note un type de nasalisation propre au sanskrit (on le rencontre dans la transcription de la syllabe ॐ om̐, par exemple) ;
  - o͗ : sicilicus ou sigle (indiquant les consonnes géminées en latin) ;
- les diacritiques suscrits avec attachement :
  - ƈ : crosse ;
  - o᷎ : ogonek suscrit.

Des diacritiques adscrits sans attachement (voir ci-dessous) se rencontrent aussi parfois en lieu et place de certains diacritiques suscrits sans attachement, lorsque la lettre de base est capitale et l’interlignage est serré, reproduisant ainsi le même procédé habituellement utilisé avec l’alphabet grec, car cela facilite leur différenciation visuelle. Une autre solution rencontrée fréquemment est de permettre l’attachement de ces diacritiques suscrits à la lettre de base.

### Souscrits
Les diacritiques souscrits sont placés en dessous de la lettre qu'ils modifient. Ils sont divisés en deux sous-catégories :
- les diacritiques souscrits normalement sans attachement :
  - ọ : point souscrit ;
  - o̦ : virgule souscrite (forme préférable à la cédille en roumain) ;
  - o̰ : tilde souscrit ;
  - o̭ : accent circonflexe souscrit ;
  - o̱ : macron souscrit ;
  - o̮ : brève souscrite ;
  - o̯ : brève renversée souscrite ;
  - o̩ : ligne verticale souscrite (peut aussi être attachée) ;
  - o̥ : rond souscrit ;
- les diacritiques souscrits avec attachement :
  - o̧ : cédille (rencontrée aussi en roumain, qui lui préfère la virgule souscrite) ;
  - ǫ : ogonek ;
  - o̡ : crochet palatal ;
  - o̢ : crochet rétroflexe ;
  - ɕ : boucle souscrite ;
  - o̩ : ligne verticale (peut aussi être sans attachement, voir également l'article sur l'apostrophe).

### Adscrits
Les diacritiques adscrits sont placés sur le côté de la lettre qu'ils modifient. Ils sont divisés en trois sous-catégories :
- les diacritiques adscrits à droite avec attachement :
  - o˞ : crochet rhotique ;
  - ơ : corne ;
- les diacritiques adscrits à gauche sans attachement:
  - ˮo : double apostrophe ;
  - ˖o : plus ;
  - ˗o : moins ;
  - ꞊o : signe égal ;
  - ꞉o : deux-points ;
- les diacritiques adscrits à droite sans attachement :
  - lʼ : apostrophe (en remplacement du háček avec les minuscules t, d, l et la majuscule L) ;
  - ŀ : point médian (signe typographique utilisé comme signe diacritique dans certaines langues comme le catalan pour marquer la gémination du L ‹ l·l › et la distinguer du digramme ll, ou l’arpitan avec ‹ ch· ›, ‹ g· › et ‹ j· › pour représenter des consonnes fricatives).

## Tableau récapitulatif
Le tableau suivant dresse, pour les diacritiques les plus fréquents, une liste des lettres latines utilisées portant un seul diacritique pouvant être représentées avec Unicode (précomposés ou non) :
|                             | A | Æ | Ɑ | Ʌ | B | C    | D | E | Ɛ | Ə | Ǝ | F | G    | Ɣ | H | I | Ɩ | J | K          | L    | λ | M | N | O       | Ɔ | P    | Q    | R    | S | T    | Þ    | U    | Ʊ | V | Ʋ | W | X | Y | Z | Ʒ | ʕ |
| --------------------------- | - | - | - | - | - | ---- | - | - | - | - | - | - | ---- | - | - | - | - | - | ---------- | ---- | - | - | - | ------- | - | ---- | ---- | ---- | - | ---- | ---- | ---- | - | - | - | - | - | - | - | - | - |
| Accent aigu                 | Á | Ǽ | Ɑ́ | Ʌ́ | B́ | Ć    | D́ | É | Ɛ́ | Ə́ | Ǝ́ | F́ | Ǵ    |   | H́ | Í | Ɩ́ | J́ | Ḱ          | Ĺ    |   | Ḿ | Ń | Ó       | Ɔ́ | Ṕ    | Q́    | Ŕ    | Ś | T́    |      | Ú    |   | V́ | Ʋ́ | Ẃ | X́ | Ý | Ź | Ʒ́ |   |
| Accent circonflexe          | Â | Æ̂ | Ɑ̂ | Ʌ̂ |   | Ĉ    | D̂ | Ê | Ɛ̂ | Ə̂ | Ǝ̂ |   | Ĝ    |   | Ĥ | Î |   | Ĵ | K̂          | L̂    |   | M̂ | N̂ | Ô       | Ɔ̂ |      |      | R̂    | Ŝ |      |      | Û    |   |   |   | Ŵ | X̂ | Ŷ | Ẑ |   |   |
| Accent circonflexe souscrit | A̭ |   |   |   |   |      | Ḓ | Ḙ |   |   |   |   |      |   |   |   |   |   |            | Ḽ    |   |   | Ṋ | O̭       |   |      |      |      |   | Ṱ    |      | Ṷ    |   |   |   |   |   |   |   |   |   |
| Accent grave                | À | Æ̀ | Ɑ̀ | Ʌ̀ |   | C̀    |   | È | Ɛ̀ | Ə̀ | Ǝ̀ | F̀ | G̀    |   |   | Ì | Ɩ̀ |   | K̀          |      |   | M̀ | Ǹ | Ò       | Ɔ̀ | P̀    |      |      | S̀ | T̀    |      | Ù    |   |   | Ʋ̀ | Ẁ |   | Ỳ |   |   |   |
| Apostrophe                  |   |   |   |   |   |      |   |   |   |   |   |   |      |   |   |   |   |   |            |      |   |   |   |         |   |      |      |      |   |      |      |      |   |   |   |   |   |   |   |   |   |
| Barre                       | Ⱥ |   |   |   | Ƀ | Ȼ, Ꞓ | Đ |   |   |   |   |   | Ǥ, Ꞡ |   | Ħ | Ɨ |   | Ɉ | Ꝁ, Ꝃ, Ꝅ, Ꞣ | Ł, Ƚ | ƛ |   | Ꞥ | Ɵ, Ꝋ, Ø |   | Ᵽ, Ꝑ | Ꝗ, Ꝙ | Ɍ, Ꞧ | Ꞩ | Ŧ, Ⱦ | Ꝥ, Ꝧ | Ʉ, Ꞹ |   |   |   |   |   | Ɏ | Ƶ |   |   |
| Brève                       | Ă |   |   |   |   | C̆    |   | Ĕ |   |   |   |   | Ğ    |   |   | Ĭ |   |   |            |      |   |   |   | Ŏ       |   |      |      |      |   |      |      | Ŭ    |   |   |   |   |   | Y̆ | Z̆ |   |   |
| Brève inversée              | Ȃ |   |   |   |   |      |   | Ȇ |   |   |   |   |      |   |   | Ȋ |   |   |            |      |   |   |   | Ȏ       |   |      |      | Ȓ    |   |      |      | Ȗ    |   |   |   |   |   |   |   |   |   |
| Brève souscrite             |   |   |   |   |   |      |   |   |   |   |   |   |      |   | Ḫ |   |   |   |            | L̮    |   |   |   |         |   |      |      | R̮    |   |      |      |      |   |   |   |   |   |   |   |   |   |
| Brève inversée souscrite    |   |   |   |   | B̯ |      |   |   |   |   |   |   |      |   |   | I̯ |   |   |            |      |   |   |   |         |   |      |      |      |   | T̯    |      | U̯    |   |   |   |   |   |   |   |   |   |
| Caron                       | Ǎ |   | Ɑ̌ |   |   | Č    | Ď | Ě | Ɛ̌ | Ə̌ | Ǝ̌ |   | Ǧ    |   | Ȟ | Ǐ |   | J̌ | Ǩ          | Ľ    |   |   | Ň | Ǒ       | Ɔ̌ |      |      | Ř    | Š | Ť    |      | Ǔ    |   |   |   |   | X̌ |   | Ž | Ǯ |   |
| Cédille                     | A̧ |   |   |   |   | Ç    | Ḑ | Ȩ | Ɛ̧ | Ə̧ |   | F̧ | Ģ    |   | Ḩ | I̧ |   |   | Ķ          | Ļ    |   | M̧ | Ņ | O̧       | Ɔ̧ |      |      | Ŗ    | Ş | Ţ    |      |      |   |   |   |   | X̧ |   | Z̧ |   |   |
| Corne                       |   |   |   |   |   |      |   |   |   |   |   |   |      |   |   |   |   |   |            |      |   |   |   | Ơ       |   |      |      |      |   |      |      | Ư    |   |   |   |   |   |   |   |   |   |
| Crochet                     |   |   |   |   | Ɓ | Ƈ    | Ɗ |   |   |   |   |   | Ɠ    |   |   |   |   |   | Ƙ          |      |   |   |   |         |   | Ƥ    |      |      |   | Ƭ    |      |      |   |   |   |   |   | Ƴ |   |   |   |
| Double accent aigu          | A̋ |   |   |   |   |      |   | E̋ |   |   |   |   |      |   |   | I̋ |   | J̋ |            |      |   |   |   | Ő       |   |      |      |      |   |      |      | Ű    |   | V̋ |   | W̋ |   |   |   |   |   |
| Macron                      | Ā | Ǣ |   |   |   | C̄    |   | Ē | Ɛ̄ | Ə̄ | Ǝ̄ | F̄ | Ḡ    |   | H̄ | Ī |   | J̄ | K̄          |      |   | M̄ | N̄ | Ō       | Ɔ̄ | P̄    |      | R̄    | S̄ |      |      | Ū    |   | V̄ |   |   |   | Ȳ | Z̄ |   |   |
| Macron souscrit             | A̱ |   |   |   | Ḇ |      | Ḏ | E̱ |   |   |   |   | G̱    |   | H̱ | I̱ |   |   | Ḵ          | Ḻ    |   |   | Ṉ | O̱       | Ɔ̱ |      |      | Ṟ    |   | Ṯ    |      | U̱    |   |   |   |   |   |   | Ẕ |   |   |
| Ogonek                      | Ą |   |   |   |   |      |   | Ę |   |   |   |   |      |   |   | Į |   |   |            |      |   |   |   | Ǫ       | Ɔ̨ |      |      |      |   |      |      | Ų    |   |   |   |   |   | Y̨ |   |   |   |
| Ogonek suscrit              | A᷎ |   |   |   |   |      |   | E᷎ |   |   |   |   |      |   |   | I᷎ |   |   |            |      |   |   |   | O᷎       |   |      |      |      |   |      |      | U᷎    |   |   |   |   |   | Y᷎ |   |   |   |
| Point souscrit              | Ạ |   |   |   | Ḅ | C̣    | Ḍ | Ẹ |   |   |   | F̣ | G̣    |   | Ḥ | Ị |   | J̣ | Ḳ          | Ḷ    |   | Ṃ | Ṇ | Ọ       |   | P̣    |      | Ṛ    | Ṣ | Ṭ    | Þ̣    | Ụ    |   | Ṿ |   | Ẉ | X̣ | Ỵ | Ẓ |   |   |
| Point suscrit               | Ȧ |   |   |   | Ḃ | Ċ    | Ḋ | Ė |   |   |   | Ḟ | Ġ    |   | Ḣ | İ |   | J̇ | K̇          | L̇    |   | Ṁ | Ṅ | Ȯ       |   | Ṗ    |      | Ṙ    | Ṡ | Ṫ    |      | U̇    |   |   |   |   | Ẋ | Ẏ | Ż |   |   |
| Rond en chef                | Å |   |   |   |   |      |   | E̊ |   |   |   |   |      |   |   |   |   |   |            |      |   |   |   | O̊       |   |      |      |      |   |      |      | Ů    |   | V̊ |   | W̊ |   | Y̊ |   |   |   |
| Rond souscrit               | Ḁ |   |   |   |   |      |   |   |   |   |   |   |      |   |   |   |   |   |            | L̥    |   | M̥ | N̥ |         |   |      |      | R̥    |   |      |      |      |   |   |   |   |   |   |   |   |   |
| Tilde                       | Ã | Æ̃ |   | Ʌ̃ | B̃ | C̃    |   | Ẽ | Ɛ̃ | Ə̃ |   |   | G̃    |   |   | Ĩ | Ɩ̃ | J̃ | K̃          | L̃    |   | M̃ | Ñ | Õ       | Ɔ̃ | P̃    | Q̃    | R̃    | S̃ | T̃    |      | Ũ    |   | Ṽ |   | W̃ |   | Ỹ | Z̃ |   |   |
| Tilde souscrit              | A̰ |   |   |   |   |      |   | Ḛ |   |   |   |   |      |   |   | Ḭ |   |   |            |      |   |   | N̰ | O̰       |   |      |      | R̰    |   |      |      | Ṵ    |   |   |   |   |   | Y̰ |   |   |   |
| Tréma                       | Ä | Æ̈ |   | Ʌ̈ |   | C̈    |   | Ë | Ɛ̈ |   |   |   | G̈    |   | Ḧ | Ï |   |   |            |      |   | M̈ | N̈ | Ö       | Ɔ̈ | P̈    |      |      | S̈ | T̈    |      | Ü    |   | V̈ |   | Ẅ | Ẍ | Ÿ | Z̈ |   |   |
| Tréma souscrit              |   |   |   |   |   |      |   |   |   |   |   |   |      |   | H̤ |   |   |   |            |      |   |   |   |         |   |      |      |      |   | T̤    |      | Ṳ    |   |   |   | W̤ |   |   |   |   |   |
| Virgule souscrite           |   |   |   |   |   |      | D̦ |   |   |   |   |   |      |   |   |   |   |   |            | L̦    |   | M̦ | N̦ |         |   | P̦    |      | R̦    | Ș | Ț    |      |      |   |   |   |   |   |   | Z̦ |   |   |
| Virgule suscrite            | A̓ |   |   |   | B̓ | C̓    |   |   |   |   |   |   | G̓    | Ɣ̓ | H̓ | I̓ |   |   | K̓          | L̓    |   | M̓ | N̓ |         |   | P̓    | Q̓    | R̓    |   |      |      | U̓    |   |   |   | W̓ |   | Y̓ | Z̓ |   | ʕ̓ |

Lettres latines avec deux diacritiques :
|                    |    | 1       | 2           | 3   | 4   | 5   | 6           | 7           | 8           | 9           | 10  | 11  | 12  | 13          | 14      | 15          | 16          |
| ------------------ | -- | ------- | ----------- | --- | --- | --- | ----------- | ----------- | ----------- | ----------- | --- | --- | --- | ----------- | ------- | ----------- | ----------- |
| Point en chef      | 1  | ·       | ṥ Ṥ         |     | ṧ Ṧ |     |             |             |             | ǡ Ǡ ȱ Ȱ     |     |     |     |             |         |             | ṩ Ṩ         |
| Accent aigu        | 2  | ṥ Ṥ     | ·           | ắ Ắ |     | ḉḈ  | ấ Ấ ế Ế ố Ố | ḯ Ḯ ǘ Ǘ     |             | ḗ Ḗ ṓ Ṓ     |     | ǻ Ǻ | ǿ Ǿ | ṍ Ṍ ṹ Ṹ     | ớ Ớ ứ Ứ |             |             |
| Brève              | 3  |         | ắ Ắ         | ·   |     | ḝ Ḝ |             |             | ằ Ằ         |             |     |     |     | ẵ Ẵ         |         | ẳ Ẳ         | ặ Ặ         |
| Caron              | 4  | ṧ Ṧ     |             |     | ·   |     |             | ǚ Ǚ         |             |             |     |     |     |             |         |             |             |
| Cédille            | 5  |         | ḉ Ḉ         | ḝ Ḝ |     | ·   |             |             |             |             |     |     |     |             |         |             |             |
| Accent circonflexe | 6  |         | ấ Ấ ế Ế ố Ố |     |     |     | ·           |             | ầ Ầ ề Ề ồ Ồ |             |     |     |     | ẫ Ẫ ễ Ễ ỗ Ỗ |         | ẩ Ẩ ể Ể ổ Ổ | ậ Ậ ệ Ệ ộ Ộ |
| Tréma              | 7  |         | ḯ Ḯ ǘ Ǘ     |     | ǚ Ǚ |     |             | ·           | ǜ Ǜ         | ǟ Ǟ ȫ Ȫ ǖ Ǖ |     |     |     | ṏ Ṏ         |         |             |             |
| Accent grave       | 8  |         |             | ằ Ằ |     |     | ầ Ầ ề Ề ồ Ồ | ǜ Ǜ         | ·           | ḕ Ḕ ṑ Ṑ     |     |     |     |             | ờ Ờ ừ Ừ |             |             |
| Macron             | 9  | ǡ Ǡ ȱ Ȱ | ḗ Ḗ ṓ Ṓ     |     |     |     |             | ǟ Ǟ ȫ Ȫ ṻ Ṻ | ḕ Ḕ ṑ Ṑ     | ·           | ǭ Ǭ |     |     | ȭ Ȭ         |         |             | ḹ Ḹ ṝ Ṝ     |
| Ogonek             | 10 |         |             |     |     |     |             |             |             | ǭǬ          | ·   |     |     |             |         |             |             |
| Rond en chef       | 11 | ǻ Ǻ     |             |     |     |     |             |             |             |             |     | ·   |     |             |         |             |             |
| Barrés             | 12 | ɟ       | ǿ Ǿ         |     |     |     |             |             |             |             |     |     | ·   |             |         |             |             |
| Tilde              | 13 |         | ṍ Ṍ ṹ Ṹ     | ẵ Ẵ |     |     | ẫ Ẫ ễ Ễ ỗ Ỗ | ṏ Ṏ         |             | ȭ Ȭ         |     |     |     | ·           | ỡ Ỡ ữ Ữ |             |             |
| Cornu              | 14 |         | ớ Ớ ứ Ứ     |     |     |     |             |             | ờ Ờ ừ Ừ     |             |     |     |     | ỡ Ỡ ữ Ữ     | ·       | ở Ở ử Ử     | ợ Ợ ự Ự     |
| Crochet            | 15 |         |             | ẳ Ẳ |     |     | ẩ Ẩ ể Ể ổ Ổ |             |             |             |     |     |     |             | ở Ở ử Ử | ·           |             |
| Point souscrit     | 16 | ṩ Ṩ     |             | ặ Ặ |     |     | ậ Ậ ệ Ệ ộ Ộ |             |             | ḹ Ḹ ṝ Ṝ     |     |     |     |             | ợ Ợ ự Ự |             | ·           |

## Diacritiques en français
Le français utilise les diacritiques suivants (les liens renvoient vers des articles spécifiques à l'utilisation de ces diacritiques dans la langue française et non aux articles généraux) :
- l'accent aigu, sur la lettre e (é) ;
- l'accent grave, sur les lettres a (à), e (è) et u (ù). C'est à l'initiative de Corneille que cet accent a été introduit en français, afin de faire la différence entre la voyelle ouverte (è) et la voyelle fermée (é), qui étaient jusque-là notées de la même manière (é ou e) ;
- l'accent circonflexe, sur les lettres a (â), e (ê), i (î), o (ô) et u (û), d'un usage relativement complexe ;
- le tréma, sur les lettres e (ë) et i (ï), o (ö) et u (ü) pour des mots empruntés à d'autres langues, pour forcer la prononciation d'une voyelle normalement muette parce qu'utilisée dans un digramme (maïs, aigüe...), ou encore sur y (ÿ) dans de très rares cas de noms propres ;
- la cédille au-dessous du c (ç).
- le tilde (~), utilisé pour quelques rares mots de la langue française pour les hispanismes. Dans le Petit Robert[1], on trouve 'cañon' ou 'canyon'. On y trouve 'señorita' qui désigne alors un petit cigare mais pas 'seniorita'. Le TLFi possède des entrées pour 'cañon'[2] et 'señor'[3] et mentionne aussi 'doña'[4].
  - le tilde était aussi couramment utilisé pour les abréviations dans les manuscrits du Moyen Âge (bõ pour bon, q̃ pour que, etc.).